# Henri Gastaut
Henri Gastaut (Mônaco, 5 de abril de 1915 — Marselha, 15 de julho de 1995) foi um neurologista francês.